# Мария (виконтесса Беарна)
Мария (фр. Marie; ум. 1186) — виконтесса Беарна, Габардана и Брюлуа в 1170—1173, дочь виконта Беарна Пьера II и Мателлы де Бо.
После смерти брата Мария и её муж, Гильем де Монкада, были признаны королём Арагона правителями Беарна, однако беарнцы отказались признавать Гильема, восстав против него. Попытки установить власть силой не удались. После смерти мужа Мария в 1173 году удалилась в монастырь.

## Биография
Точный год рождения неизвестен. 
В 1170 году умер брат Марии, виконт Беарна Гастон V. Детей он не оставил, поэтому все его владения унаследовала Мария. Ранее она была выдана замуж за Гиллема де Монкада, сына сенешаля Каталонии Гиллема Рамона II. Она жила при дворе короля Арагона Альфонсо II. По закону, действовавшему в Беарне, женщина не могла непосредственно управлять виконтством. Однако король Арагона признал виконтессой Марию. 30 апреля 1170 года Мария принесла ему оммаж, причём не только за Беарн, но и за Габардан и Брюллуа, которые считались вассальными владениями от герцогов Аквитании. В ответ Альфонсо обещал защищать её права и подтвердил владение всеми землями, в том числе и в Арагонском королевстве. Если до этого виконты Беарна были суверенными правителями, то теперь они стали вассалами Арагона. В 1171 году оммаж принёс и муж Марии, Гиллем де Монкада, признанный Альфонсо виконтом Беарна.
Но беарнцы отказались признать Гиллема виконтом и восстали. Согласно позднейшей легенде они выбрали своим сеньором дворянина из Бигорра по имени Теобальд, однако вскоре он отказался соблюдать законы Беарна и был в том же году казнён. На смену ему был выбран овернский дворянин по имени Сентож, который, однако, также был казнён в 1173 году. Однако документального подтверждения существования этих двух виконтов не существует и, возможно, они являются изобретением позднейших хронистов.
Гиллем попытался собрать армию для завоевания Беарна силой, однако это у него сделать не получилось. Он умер в 1172 году. В 1173 году Мария удалилась в монастырь Сен-Круа-де-Волвестре, а виконтом был признан старший из её двух малолетних сыновей, Гастон VI.
Мария умерла в 1186 году.

## Брак и дети
Муж: ранее 10 июня 1164 Гильом (Гиллем) I де Монкада (до 1134 — 1172), сеньор Монкада и Вик, виконт Беарна с 1171. Дети:
- Гастон VI (1165[2] — 1214), виконт Беарна, Габардана и Брюлуа с 1173, граф Бигорра и виконт Марсана с 1196[5]
- Гильом Раймонд I (1166[2] — 1224), сеньор Монкада и Кастельвьель (Гиллем Рамон) с 1173, виконт Беарна, Габардана и Брюлуа с 1214[6]
- Саурина де Монкада